# Roberto Piccoli
Roberto Piccoli (Bergamo, 27 de enero de 2001) es un futbolista italiano que juega en la demarcación de delantero para el Cagliari Calcio de la Serie A.

## Biografía
Tras empezar a formarse como futbolista en las categorías inferiores del Atalanta B. C., donde jugó durante ocho años ascendiendo de categorías, finalmente el 15 de abril de 2019 hizo su debut con el primer equipo, haciéndolo en la Serie A contra el Empoli F. C. tras sustituir a Alejandro Darío Gómez en el minuto 88. En septiembre de 2020 fue cedido al Spezia Calcio. Después de esa temporada volvió a Bérgamo, donde permaneció hasta que en enero de 2022 se marchó al Genoa C. F. C. en una nueva cesión. En las siguientes tres campañas volvió a ser prestado, siendo el Hellas Verona, el Empoli F. C., la U. S. Lecce y el Cagliari Calcio sus destinos. En este último continuó tras la cesión y firmó un contrato hasta junio de 2029.

## Clubes
| Club                         | País   | Año       | Partidos | Goles |
| ---------------------------- | ------ | --------- | -------- | ----- |
| Atalanta B. C.               | Italia | 2019-2020 | 3        | 0     |
| Spezia Calcio (cedido)       | Italia | 2020-2021 | 23       | 6     |
| Atalanta B. C.               | Italia | 2021-2022 | 12       | 1     |
| Genoa C. F. C. (cedido)      | Italia | 2022      | 5        | 0     |
| Hellas Verona F. C. (cedido) | Italia | 2022-2023 | 8        | 0     |
| Empoli F. C. (cedido)        | Italia | 2023      | 16       | 2     |
| U. S. Lecce (cedido)         | Italia | 2023-2024 | 35       | 6     |
| Cagliari Calcio              | Italia | 2024-     | 40       | 11    |